# 摄影滤光镜

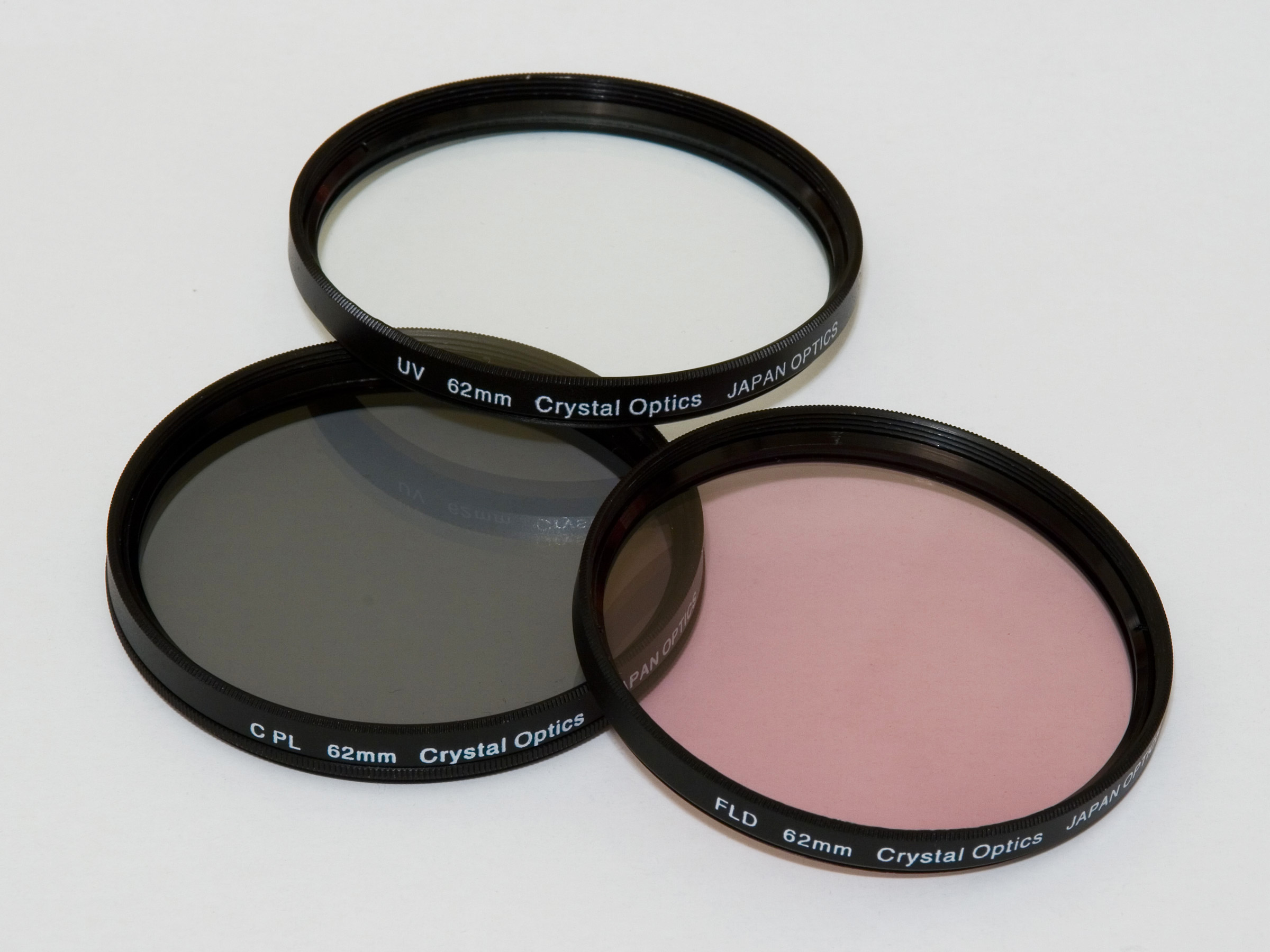
62 mm UV镜，偏振镜和荧光滤光镜。

摄影滤光镜，简称滤光镜、滤色镜或滤镜（Filter），是摄影时放在照相机镜头前端的一种玻璃或塑料镜片，能够对光的不同波段进行选择性吸收，从而对摄影作品产生特殊的效果。种类很多，常见的有UV镜、偏振镜、天光镜、ND镜等。一些图像处理软件也可以向图片中加入滤镜的模拟效果。

## 常用滤镜
- UV鏡 可降低紫外線射入鏡頭，另外常作為保護鏡，以保護鏡頭前方鏡片
- 偏振镜 又稱PL鏡，可消除反光、增加色彩鮮豔
- 中性灰度滤镜 又称中灰镜、ND鏡或減光鏡，可以延长曝光时间，或在强光下可以使用大光圈正确曝光
- 渐变中灰滤镜 又称中灰渐变镜，可以应付大光比场景
- 暖色濾鏡 可以暖化膚色

## 滤镜（效果）
一些图像处理软件针对性地提供了一些对传统滤镜效果的模拟功能，使图像达到一种特殊效果。滤镜通常需要同通道、图层、色阶等联合使用，才能使图像取得最佳艺术效果。在滤镜在软件界面中也直接以“滤镜”（Filter）称呼；日久便约定俗成，软件中将一些特定效果（effect）或预设（preset）以『滤镜』统一称呼，特别于一些简单化傻瓜化软件中较为常见，如美图秀秀以及智能手机appInstagram等。如今智能手机自带的相机系统中也常见诸多滤镜。